# Araneus talasi
Araneus talasi är en spindelart som beskrevs av Bakhvalov 1970. Araneus talasi ingår i släktet Araneus och familjen hjulspindlar. Inga underarter finns listade i Catalogue of Life.